# Eschengrundmoos
Eschengrundmoos ist ein Naturschutzgebiet auf dem Gebiet der baden-württembergischen Gemeinde Hinterzarten.

## Kenndaten
Das Naturschutzgebiet wurde mit Verordnung des Regierungspräsidiums Freiburg vom 4. Dezember 1984 ausgewiesen und hat eine Größe von rund 40,3 Hektar. Es wird unter der Schutzgebietsnummer 3.140 geführt. Der CDDA-Code für das Naturschutzgebiet lautet 163002 und entspricht der WDPA-ID.

## Lage und Beschreibung
Das Schutzgebiet liegt rund 2000 Meter südwestlich von Hinterzarten in einer durch die Würmeiszeit geformten Talmulde. Es umfasst den Mathisleweiher und liegt im Naturraum 155-Südschwarzwald innerhalb der naturräumlichen Haupteinheit 15-Schwarzwald. Es gehört zum Naturpark Südschwarzwald und wird vollständig umschlossen vom Landschaftsschutzgebiet Nr. 3.15.026 Breitnau-Hinterzarten. Außerdem ist es Teil des 1.765 Hektar großen FFH-Gebiets 8114-341 Hochschwarzwald um Hinterzarten.
Im Eschengrundmoos sind zwei südöstlich und nordwestlich gelegene offene Moorkerne durch ein dazwischen liegendes Hangmoor verbunden. Eine Forststraße durchtrennt das Gebiet zwischen dem südlichen Teil des Moores und dem Hangmoor. In der Mitte des 20. Jahrhunderts wurden im Eschengrundmoos zahlreiche Entwässerungsgräben angelegt, bis 1985 wurde eine Klärschlammdeponie in dem Gebiet betrieben. Das Eschengrundmoos ist eines der vielfältigsten Moore im Schwarzwald. Mit einem Mosaik aus Bult- und Schlenkenvegetation und wertvollen Moor- bzw. Bruchwäldern bietet es Lebensraum für viele vom Aussterben bedrohte Tier- und Pflanzenarten.

## Renaturierungsmaßnahmen
In der Folge des Baus einer befahrbaren Waldstraße durch das Moor und der Anlage von Entwässerungsgräben ist es zu einer Einwanderung von Fichten in Teile des Moores und einem Rückgang der torfbildenden Vegetation gekommen. Aus den Reihen des Schwarzwaldvereins wurde Mitte der 1970er Jahre Kritik an den Entwässerungsgräben laut. 1983 und 1991 wurden Sperren in das Grabensystem eingebracht und Gräben mit Torf erfüllt, um der Entwässerung des Moores entgegenzuarbeiten. Eine 2015 durchgeführte wissenschaftliche Untersuchung der Auswirkungen dieser Renaturierungsmaßnahmen zeigte für den nördlichen Teil des Moores positive Ergebnisse.

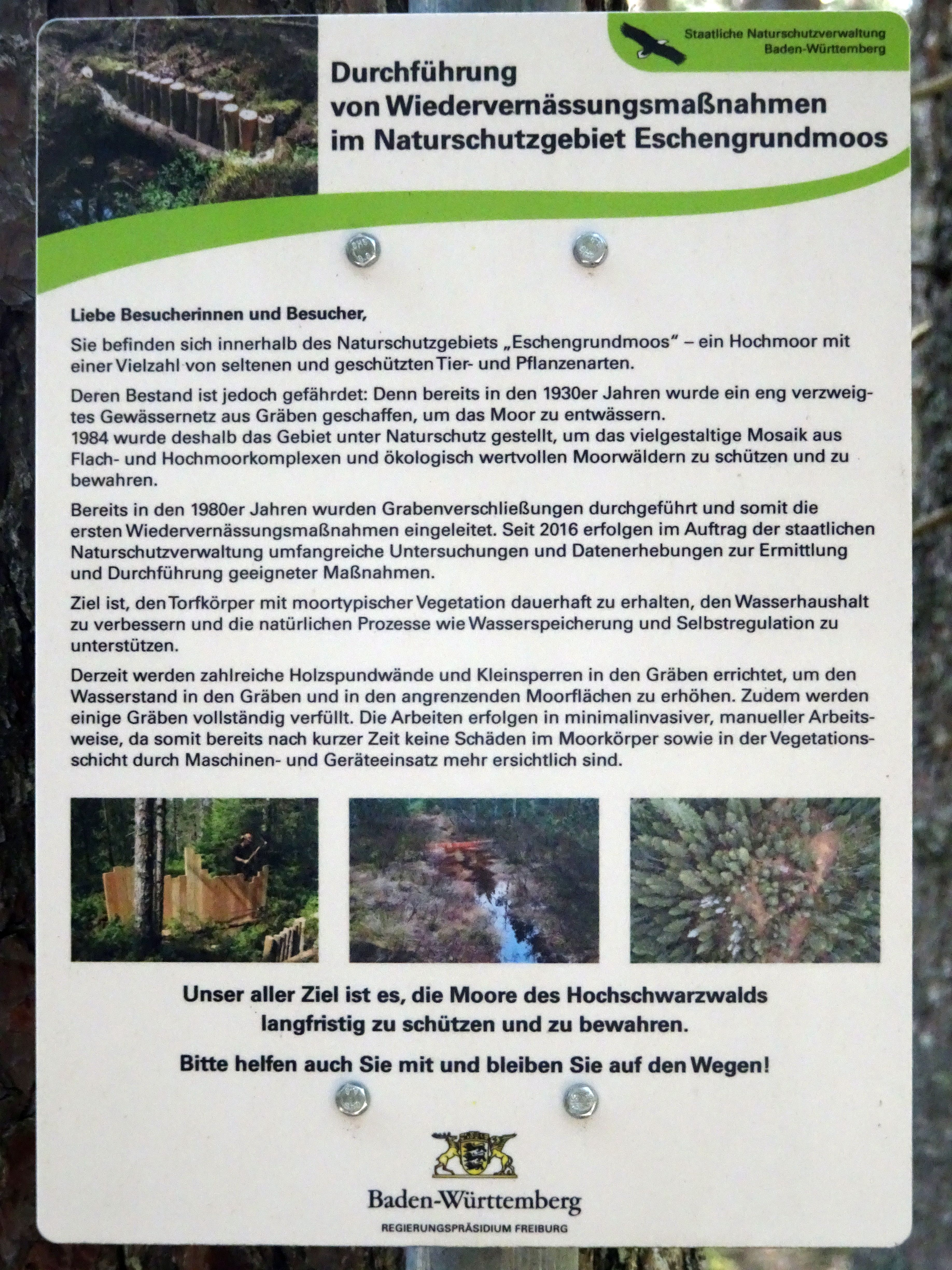
Hinweistafel „Wiedervernässungsmaßnahmen“

Ein neues Projekt „Ökologische Sanierung des Moores im Naturschutzgebiet Eschengrundmoos“ startete 2016 mit einer umfassenden Gebietsanalyse. Das Projekt wurde von der Stiftung Naturschutzfonds Baden-Württemberg und durch Mittel aus dem „Sonderprogramm zur Stärkung der Biologischen Vielfalt“ des Landes Baden-Württemberg gefördert. Auf Basis der Gebietsanalyse wurden moorökologische Entwicklungsziele für das Gebiet formuliert. Bis Ende 2019 sollten die Moorflächen vollständig ökologisch saniert und anschließend ein regelmäßiges Monitoring des Gebiets durchgeführt werden.
In einer Zwischenbilanz Ende 2017 wurde festgestellt, dass sich die bisher durchgeführten Renaturierungsmaßnahmen zwar insgesamt positiv auf Flora und Vegetation des Moores ausgewirkt haben. Allerdings befinde sich der als Hangmoor bezeichnete Teil in einem „beinahe irreversiblen Stadium der Degradation“. Die dort beobachtete verstärkte Einwanderung von Fichten zu Lasten des ehemaligen Spirkenwaldes ließe sich nur durch eine Veränderung des hydrologischen Regimes des Hangmoores verhindern. Dazu wäre der Rückbau der Forststraße erforderlich, die die einzelnen Teile des Moorkomplexes durchschneidet.

## Schutzzweck
Wesentlicher Schutzzweck ist die Erhaltung des Eschengrundmooses als Lebensraum für eine Vielzahl vom Aussterben und Rückgang bedrohter Pflanzen und Tierarten und als charakteristische Moorlandschaft des Hochschwarzwaldes von außerordentlicher Vielfalt, Eigenart und Schönheit.